# اوبیلیچ
اوبیلیچ (به صربی: Обилић) شهری در منطقه پریشتینا کشور کوزوو است که در سرشماری سال ۲۰۱۱ میلادی، ۲۱٬۵۴۸ نفر جمعیت داشته‌است.